# Établissement public territorial Boucle Nord de Seine
L'Établissement public territorial Boucle Nord de Seine est un établissement public de coopération intercommunale créé le 1er janvier 2016 dans le cadre de la métropole du Grand Paris (MGP) et situé dans les départements des Hauts-de-Seine et du Val-d'Oise, dans la région Île-de-France, en France. Il regroupe 7 communes et près de 440 000 habitants.

## Historique
Dans le cadre de la mise en place de la métropole du Grand Paris, la loi portant nouvelle organisation territoriale de la République du 7 août 2015 (Loi NOTRe) prévoit la création d'établissements publics territoriaux (EPT), qui regroupent l'ensemble des communes de la métropole à l'exception de Paris, et assurent des fonctions de proximité en matière de politique de la ville, d'équipements culturels, socioculturels, socio-éducatifs et sportifs, d'eau et assainissement, de gestion des déchets ménagers et d'action sociale. Les EPT exercent également les compétences que les communes avaient transférées aux intercommunalités supprimées.
L'EPT Boucle Nord de Seine créé par un décret du 11 décembre 2015  regroupe 6 communes du nord du département des Hauts-de-Seine jusqu'alors isolées, et Argenteuil dans le Val-d'Oise, antérieurement membre de la Communauté d'agglomération Argenteuil-Bezons,.
Plusieurs polémiques ont accompagné la création de l'EPT :
- Les communes étaient favorables à un périmètre bien plus large, allant de Villeneuve-la-Garenne à Saint-Cloud, ce qui n'a pas été retenu par l'État.
- Les élus socialistes du territoire ont regretté que ne soit pas retenue la dénomination Grand Paris Boucle Nord de Seine.
- La commune d'Argenteuil, membre d'une intercommunalité supprimée à son initiative, transfère contre l'avis des autres communes à l'EPT une partie du personnel (386 agents) et des dettes, qui seraient d'environ 70 millions d'euros, de l'ancienne communauté d'agglomération[4],[5],[6]. En conséquence, l'EPT prévoit de restituer à Argenteuil l'ensemble des compétences autres que celles exercées obligatoirement par l'établissement, et notamment la voirie, les transports, les espaces verts ou encore les équipements culturels, ainsi que les agents affectés à ces compétences et l'encours de la dette correspondante[7].

## Le territoire de l'établissement

### Géographie
Situé au Nord-Ouest de la Métropole du Grand Paris, le territoire Boucle Nord de Seine (T5) se situe
entre les territoires Paris Ouest La Défense (T4) et Plaine Commune (T6).

### Composition
| Nom                   | Code Insee | Gentilé          | Superficie (km2) | Population (dernière pop. légale) | Densité (hab./km2) |
| --------------------- | ---------- | ---------------- | ---------------- | --------------------------------- | ------------------ |
| Gennevilliers (siège) | 92036      | Gennevillois     | 11,64            | 50 874 (2022)                     | 4 371              |
| Argenteuil            | 95018      | Argenteuillais   | 17,22            | 107 135 (2022)                    | 6 222              |
| Asnières-sur-Seine    | 92004      | Asniérois        | 4,82             | 91 457 (2022)                     | 18 974             |
| Bois-Colombes         | 92009      | Bois-Colombiens  | 1,92             | 29 376 (2022)                     | 15 300             |
| Clichy                | 92024      | Clichois         | 3,08             | 65 102 (2022)                     | 21 137             |
| Colombes              | 92025      | Colombiens       | 7,81             | 90 692 (2022)                     | 11 612             |
| Villeneuve-la-Garenne | 92078      | Villénogarennois | 3,2              | 25 566 (2022)                     | 7 989              |

## Organisation

### Siège
Le siège de l'EPT est à Gennevilliers, 1 bis rue de la Paix.
Ce siège s'est installé dans les anciens locaux du dispensaire de Gennevilliers, ce dernier étant reconstruit à côté de son ancien emplacement.

### Élus
L'établissement public territorial est administré par un conseil de territoire composé de 80 membres désignés en leur sein par les conseils municipaux des villes membres, suivant la répartition suivante établie en fonction de la population des communes concernées : 
- 20 délégués pour Argenteuil ;
- 16 délégués pour Asnières-sur-Seine et Colombes ;
- 11 délégués pour Clichy ;
- 8 délégués pour Gennevilliers ;
- 5 délégués pour Bois-Colombes ;
- 4 délégués pour Villeneuve-la-Garenne.

Onze d'entre eux sont également des conseillers métropolitains et siègent donc au conseil de la métropole du Grand Paris.
Le conseil de territoire du 12 janvier 2016 a élu sa première présidente, Nicole Goueta, maire de Colombes, ainsi que ses vice-présidents. L'EPT ayant déterminé le principe d'une présidence tournante, Alain-Bernard Boulanger, maire de Villeneuve-la-Garenne a été élu le 17 janvier 2017 président pour l'année 2017. Celui-ci ayant démissionné sur fond de désaccord sur la gestion du budget, le Conseil de territoire a élu son successeur le 12 octobre 2017, Georges Mothron, maire d'Argenteuil, puis, le 4 février 2019, Yves Révillon, maire de Bois-Colombes, le 5 février 2020, Rémi Muzeau, maire de Clichy, en février 2021, Georges Mothron, maire d'Argenteuil, en février 2022, André Mancipoz, Premier Adjoint au maire d'Asnières-sur-Seine et, le 2 février 2023, Yves Révillon, maire de Bois-Colombes.
Le conseil de territoire renouvelé à la suite des élections municipales de 2020 a réélu pour la fin de son mandat de deux ans le 10 juillet 2020 son président, Rémi Muzeau, compte tenu du principe de présidence tournante adopté par l'EPT.
Le président est assisté de vice-présidents, qui sont les maires des autres villes du territoire — , auxquels s'ajoutent sept autres vice-présidentes, afin de respecter le principe de parité au sein du bureau territorial. Il s'agit de Camille Gicquel pour Argenteuil, Marie-Do Aeschlimann pour Asnières, Sylvie Mariaud pour Bois-Colombes, Josette de Marval pour Clichy, Fatoumata Sow pour Colombes, Anne-Laure Perez pour Gennevilliers et Leïla Larik pour Villeneuve-la-Garenne.

### Liste des présidents
| Période          | Période          | Identité                | Étiquette   | Qualité |
| ---------------- | ---------------- | ----------------------- | ----------- | --- |
| 12 janvier 2016  | janvier 2017     | Nicole Goueta           | LR          | Maire de Colombes (2001 → 2008 et 2014 → 2020) Conseillère départementale de Colombes-1 (2015 →) Démissionnaire                                                                        |
| 17 janvier 2017  | octobre 2017     | Alain-Bernard Boulanger | LR          | Expert comptable Maire de Villeneuve-la-Garenne (1999 → 2019) Démissionnaire |
| octobre 2017     | février 2019     | Georges Mothron         | LR          | Ingénieur chimiste Maire d'Argenteuil (2001 → 2008 et 2014 →) Démissionnaire |
| février 2019     | février 2020     | Yves Révillon           | LR          | Pharmacien Maire de Bois-Colombes (1995 →) Conseiller départemental de Colombes-2 (2015 →) Vice-président du conseil départemental des Hauts-de-Seine (2015 →) Démissionnaire          |
| février 2020     | février 2021     | Rémi Muzeau             | LR puis DVD | Maire de Clichy (2015 →) Réélu pour le mandat 2020-2026 Conseiller départemental de Clichy (2015 →) Vice-président du conseil départemental des Hauts-de-Seine (2020 →) Démissionnaire |
| février 2021     | février 2022     | Georges Mothron         | LR          | Maire d'Argenteuil (2001 → 2008 et 2014 →) Démissionnaire |
| février 2022     | février 2023     | André Mancipoz          | LR          | Premier Adjoint au maire d'Asnières-sur-Seine (2014 →) Démissionnaire |
| 2 février 2023   | 1er février 2024 | Yves Révillon           | LR          | Maire de Bois-Colombes (1995 →) Conseiller départemental de Colombes-2 (2015 →) Vice-président du conseil départemental des Hauts-de-Seine (2015 →) Démissionnaire                     |
| 1er février 2024 | 6 février 2025   | Patrick Chaimovitch     | EÉLV        | Maire de Colombes (2020 →) Vice-président de la métropole du Grand Paris (2020→ ) Vice-président de l'Établissement public territorial Boucle Nord de Seine (2020 → )                  |
| 6 février 2025   | En cours         | Patrice Leclerc         | PCF         | Maire de Gennevilliers (2014 →) |

### Compétences
L'établissement public territorial exerce les compétences qui lui sont assignées par la loi, et qui relèvent essentiellement de la politique de la ville, de la construction et de la gestion d'équipements culturels, socioculturels, socio-éducatifs et sportifs d'intérêt territorial, de l'assainissement et de l'eau, de la gestion des déchets ménagers et assimilé et de l'action sociale d'intérêt territorial. Il a également la charge d'élaborer un plan local d'urbanisme intercommunal (PLUI).
Il avait vocation a exercer également les compétences qui avaient été délégués par Argenteuil et Bezons à l'ancienne communauté d'agglomération éponyme, mais a décidé, à sa création, de n'exercer que les compétences obligatoires des EPT, restituant ainsi de nombreuses compétences à Argenteuil, et notamment la voirie, les transports, les espaces verts ou encore les équipements culturels, ainsi que les 350 agents affectés à ces compétences et l'encours de la dette correspondante, soit près de 75 millions d’euros. De ce fait, Argenteuil supporte en 2016 33 M d’€ de dépenses nouvelles contre 29 M d’€ de recettes en provenance de l’établissement public territorial,.
En 2018, l'EPT Boucle Nord de Seine a inscrit dans son budget les dépenses relatives aux compétences déchets et assainissement (en grande partie), ainsi que l’aménagement du territoire et la rénovation urbaine des quartiers, ainsi que certains aménagements de parkings, de voirie et d’espaces publics au Val-d’Argent-Nord et à Joliot-Curie.

### Régime fiscal et budget
L'EPT est un EPCI sans fiscalité propre, c'est-à-dire que ses ressources proviennent essentiellement d'autres collectivités.
Les ressources de l'EPT varient selon la période.
- Au cours de la première phase, qui s’étend du 1er janvier 2016 au 31 décembre 2020, les EPT perçoivent néanmoins la cotisation foncière des entreprises (CFE), l'une des composantes de la fiscalité économique des entreprises.
- À compter du 1er janvier 2021, la totalité de la contribution économique territoriale est perçue par la Métropole du Grand Paris, modifiant ainsi le financement des EPT, qui seront alors financés entièrement par une contribution des communes membres.

## Projets et réalisations
L'EPT a approuvé son projet de territoire le 28 juin 2018, structuré autour des trois thèmes suivants :
- Agir ensemble sur les grandes mutations urbaines ;
- Agir ensemble sur les grandes mutations économiques ;
- Agir ensemble sur les grandes mutations environnementales.

## Pour approfondir